# Rhantus advena
Rhantus advena är en skalbaggsart som beskrevs av Sharp 1882. Rhantus advena ingår i släktet Rhantus och familjen dykare. Inga underarter finns listade i Catalogue of Life.